# Шёнау-им-Шварцвальд
Шёнау-им-Шварцвальд (нем. Schönau im Schwarzwald) — город в Германии, в земле Баден-Вюртемберг.
Подчинён административному округу Фрайбург. Входит в состав района Лёррах. Население составляет 2382 человека (на 31 декабря 2010 года). Занимает площадь 14,70 км². Официальный код — 08 3 36 079.

## Города-побратимы
- Виллерсексель (Франция)

## Известные уроженцы
Уроженцем города является бывший главный тренер национальной сборной Германии Йоахим Лёв.